# Автономная социалистическая партия (Тичино)
Автономная социалистическая партия — бывшая крайне-левая региональная партия швейцарского италоязычного кантона Тичино. Образована в 1969 году. В 1988—1992 годах — Унитарная социалистическая партия.

## История
Партия была основана 27 апреля 1969 года в Мендризио бывшими членами Социал-демократической партии, которые были исключены из неё за свои крайне-левые взгляды. Они группировались вокруг существовавшего с 1965 года издания «Politica Nuova» и были близки к новым левым движениям образца 1968 года.
На выборах 1971 года партия не смогла получить ни одного места Национального совета. В 1975 году в кантоне Тичино она участвовала в выборах в альянсе с Прогрессивными организациями Швейцарии и получила одно место (депутатом стал её первый секретарь Вернер Кароббио), сохранив его на следующих выборах 1979 года и далее вплоть до 1991 года. В 1988 году партия была переименована в Унитарную социалистическую партию.
В 1992 году вместе с бывшими членами местной Социалистической рабочей партии вновь вошла в Социал-демократическую партию.

## Участие в выборах
| Выборы | Количество голосов | % голосов | Мест |
| ------ | ------------------ | --------- | ---- |
| 1971   | 5 271              | 0,3 %     | 0    |
| 1975   | 6 706 ▲            | 0,3 % ▬   | 1 ▲  |
| 1979   | 8 147 ▲            | 0,4 % ▲   | 1 ▬  |
| 1983   | 9 962 ▲            | 0,5 % ▲   | 1 ▬  |
| 1987   | 10 879 ▲           | 0,6 % ▲   | 1 ▬  |
| 1991   | 12 006 ▲           | 0,6 % ▬   | 1 ▬  |